# Jef Planckaert
Joseph Planckaert, nacido el 4 de mayo de 1934 en Poperinge Bélgica y fallecido el 22 de mayo de 2007 en su domicilio de Otegem debido a una larga enfermedad, fue un ciclista belga, profesional de 1954 a 1965.

## Biografía
Jos Planckaert tuvo su mejor año en 1962 a pesar de ser gregario de Rik Van Looy con el equipo Faema-Flandria. Ese año ganó la París-Niza, Lieja-Bastogne-Lieja, el Tour de Luxemburgo, y por último el Campeonato de Bélgica de Ciclismo en Ruta.
Planckaert hizo también en 1962 su mejor Tour de Francia, quitándole al británico Tom Simpson el maillot amarillo en la contrarreloj de Superbagnères, sin embargo en la etapa contrarreloj disputada entre Bourgoin y Lyon lo cedió ante Jacques Anquetil quien ganó la prueba. Terminó segundo del Tour de Francia 1962, el pódium lo completó Raymond Poulidor.
Puso fin a su carrera deportiva en 1965. Participó en nueve Tour de Francia ganando una etapa en 1961, entre Estrasburgo y Belfort y además llevó puesto el maillot amarillo en el Tour de Francia 1962 durante 7 días.

## Palmarés
| 1954 - Gran Premio de Isbergues 1955 - Kuurne-Bruselas-Kuurne 1956 - 1 etapa de la Vuelta a Bélgica - 1 etapa de la Vuelta a Suiza 1957 - Cuatro Días de Dunkerque, más 1 etapa 1958 - Circuit Het Volk - 2.º en el Campeonato de Bélgica en Ruta 1960 - Kuurne-Bruselas-Kuurne - Cuatro Días de Dunkerque - 1 etapa de la Vuelta a Alemania | 1961 - 1 etapa del Tour de Francia 1962 - Campeonato de Bélgica en Ruta - París-Niza - Lieja-Bastoña-Lieja - Tour de Luxemburgo, más 1 etapa - París-Saint-Étienne - 2.º en el Tour de Francia 1963 - Cuatro Días de Dunkerque, más 1 etapa 1964 - 1 etapa del Giro de Cerdeña - Stadsprijs Geraardsbergen |

## Resultados en las grandes vueltas
| Carrera         | 1954 | 1955 | 1956 | 1957 | 1958 | 1959 | 1960 | 1961 | 1962 | 1963 | 1964 | 1965 |
| --------------- | ---- | ---- | ---- | ---- | ---- | ---- | ---- | ---- | ---- | ---- | ---- | ---- |
| Giro de Italia  | -    | -    | -    | -    | 20º  | -    | -    | -    | Ab.  | -    | -    | -    |
| Tour de Francia | -    | -    | -    | 16º  | 6º   | 17º  | 5º   | 15º  | 2º   | Ab.  | Ab.  | 56.º |
| Vuelta a España | X    | -    | -    | -    | -    | -    | -    | -    | -    | -    | -    | 19º  |
| Mundial en Ruta | -    | -    | -    | -    | 20º  | -    | 11º  | 7º   | Ab.  | 24º  | -    | -    |